# ГЕС Карнафулі
ГЕС Карнафулі — гідроелектростанція на південному сході Бангладеш. Використовує ресурс із річки Карнафулі, яка бере початок в горах індійського штату Мізорам та впадає у Бенгальську затоку за пів сотні кілометрів на захід від ГЕС, на південній околиці Читтагонгу. Станом на другу половину 2010-х це єдина гідроелектростанція країни (не рахуючи мікро-ГЕС).

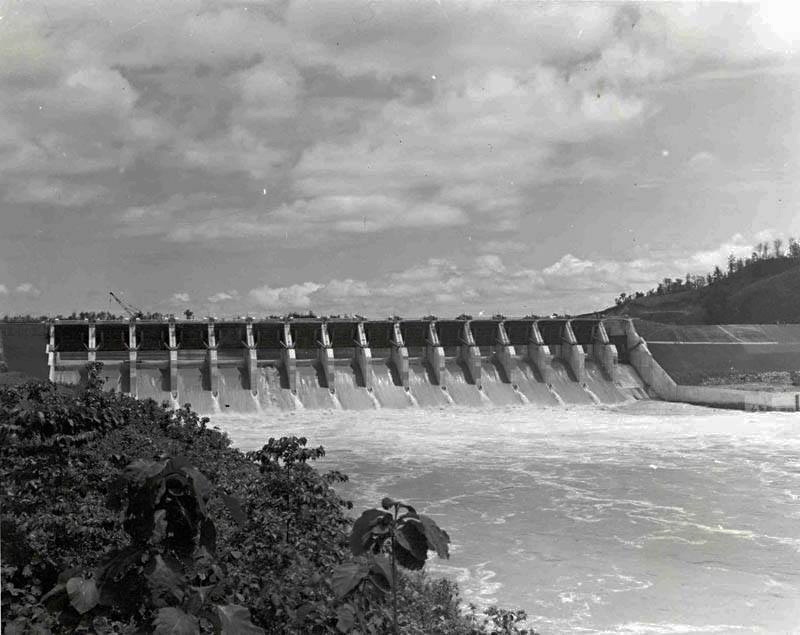
Будівництво водоскидів греблі

 Праву протоку річки перекриває земляна гребля Kaptai висотою 46 метрів, довжиною 670 метрів та шириною по гребеню 8 метрів, тоді як у лівій протоці звели секцію водоскидів довжиною понад дві сотні метрів. Разом вони утримують велике озеро Каптай  з площею поверхні 777 км2 та об'ємом 6476 млн м3, в якому відбуваються коливання рівня між позначками 83 та 108 метрів НРМ.
Після греблі річка описує велику петлю довжиною понад 9 км, проходячи на зворотньому шляху за сотню метрів від однієї з заток сховища. В місці максимального зближення облаштували машинний зал, де у 1962 році встановили два гідроагрегати потужністю по 40 МВт. За два десятиліття їх доповнили другою чергою із трьох агрегатів дещо більшою потужності 50 МВт. Турбіни станції відносяться до типу Каплан та використовують напір у 32 метри.
У 1995—1997 роках перші два гідроагрегати пройшли процедуру відновлення, проте в 2015-му їх знов зупинили на наступний капітальний ремонт. Враховуючи проблеми з іншими агрегатами, це тимчасово знизило загальну потужність станції до 30—40 МВт.